# Бритва Хитченса
Бри́тва Хи́тченса, бре́мя доказа́тельства —  гносеологический принцип, который указывает, что бремя доказательства истинности утверждения лежит на том, кто заявляет его истинность. Если заявляющий не предоставил доказательств, то высказанное им утверждение считается необоснованным, и оппонентам не следует далее спорить.

## Обзор
Название этого принципа было образовано по аналогии с бритвой Оккама: в 2003 журналист и писатель Кристофер Хитченс (англ. Christopher Hitchens) сформулировал этот принцип в статье, опубликованной в журнале Slate, следующим образом: «что можно утверждать без доказательств, то можно отвергнуть без доказательств». Подобное определение также появляется в его книге 2007 года «Бог — не любовь: Как религия всё отравляет».
Фактически Бритва Хитченса — это перевод с латинского языка пословицы: «Quod gratis asseritur, gratis negatur» («что свободно утверждается, то свободно отбрасывается»), которая широко использовалась в XIX веке.